# Casper Zafer
Casper Zafer, noto anche come Caspar Zafer (Elk Grove, 26 ottobre 1974), è un attore britannico.

## Carriera
Casper Zafer ha speso molta della sua infanzia ed adolescenza viaggiando per l'Europa centrale. Suo padre è ucraino. Dal 1994 al 1997 ha studiato spettacolo nell'Università di Ripon. Dal 2001 al 2002 ha recitato nella serie televisiva Dream Team. Nel film Musketeers - Moschettieri ha recitato un ruolo di importante rilievo. Negli anni ha recitato in diverse serie tv e film, come Peperoni ripieni e pesci in faccia, nel 2004, True True Lie e Tirante el Blanco, nel 2006. Nel 2012 ha interpretato il ruolo del vampiro originale Finn Mikaelson nella terza stagione della serie televisiva The Vampire Diaries e nel 2015 interpreta lo stesso ruolo nella terza stagione dello spin-off The Originals.

## Filmografia

### Cinema
- Peperoni ripieni e pesci in faccia, regia di Lina Wertmüller (2004)
- Tornado - Il vento che uccide (Nature Unleashed: Tornado), regia di Alain Jakubowicz (2005)
- True True Lie, regia di Eric Styles (2006)
- Tirante el Blanco, regia di Vicente Aranda (2006)
- Two Families, regia di Romano Scavolini (2007)
- Coffee Sex You, regia di Marcel Grant (2014)

### Televisione
- Dream Team – serie TV, 21 episodi (2001-2002)
- Il mastino dei Baskerville (The Hound of the Baskervilles), regia di David Attwood – film TV (2002)
- Musketeers - Moschettieri (La Femme Musketeer), regia di Steve Boyum – film TV (2004)
- The Vampire Diaries – serie TV, 4 episodi (2012–2014)
- The Originals – serie TV, 7 episodi (2015-2016)

## Doppiatori italiani
Nelle versioni in italiano delle opere in cui ha recitato, Casper Zafer è stato doppiato da:
- Raffaele Carpentieri in The Vampire Diaries